# ダンフリーズ・アンド・ガロウェイ

ダンフリーズ・アンド・ガロウェイ

ダンフリーズ・アンド・ガロウェイ（英語: Dumfries and Galloway、スコットランド・ゲール語: Dùn Phris agus an Gall-Ghaidhealaibh）は、スコットランドの州。北はサウス・エアシャー、イースト・エアシャー、サウス・ラナークシャーと、東はスコティッシュ・ボーダーズと、南はイングランドのカンブリア州と接する。南にはソルウェー湾があり、西はアイリッシュ海に面する。総面積6,426平方キロメートル。人口はおよそ145,770人（2022年推計）。州都はダンフリーズ。

## 位置
ダンフリーズ・アンド・ガロウェイは、かつてのウィグタウンシャー、カークカドブライトシャー、ダンフリーズシャーを含んでいる。

## ガロウェイ
ガロウェイは、カークカドブライトのステュアートリー、メイシャーズ、ラインズ・オブ・ガロウェイから成る地域である。ダンフリーズにはインナー・ソルウェイとアナンデールが含まれている。ダンフリーズ・アンド・ガロウェイが使用され始めたのは、遅くとも19世紀からであった。

## ダンフリーズシャー
1975年、2つの地域はアナンデール・アンド・エスクデール、ニスデール、ステュアートリー、ウィグタウンの各地域が集まって成立した。これらは1996年に廃止され、ダンフリーズ・アンド・ガロウェイは州の地位となった。

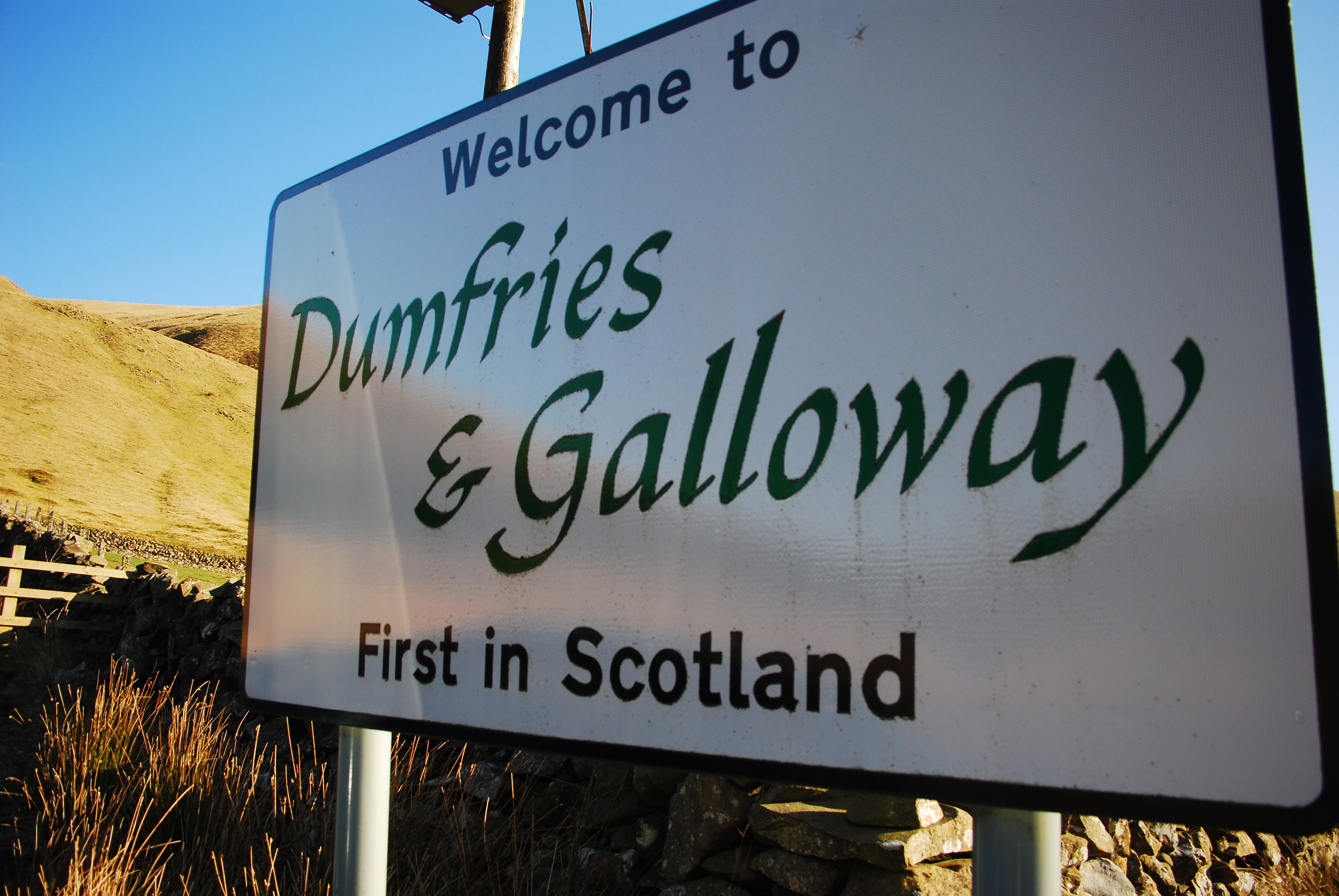
Welcome sign

## 観光地
- カラヴァロック城（英語版）
- ドラムランリグ城（英語版）[2]
- スィートハート修道院（英語版）